# Francesca Testasecca
Francesca Testasecca (Foligno, 1º aprile 1991) è un personaggio televisivo ed ex modella italiana, vincitrice della 71ª edizione del concorso di bellezza Miss Italia (2010) partecipando con la fascia di Miss Umbria, conquistata il 21 agosto dello stesso anno.

## Biografia
Diplomata all'istituto tecnico turistico, Francesca Testasecca è la seconda figlia di un conducente d'autobus e un'impiegata.
È stata incoronata Miss Italia 2010 il 13 settembre 2010 all'età di diciannove anni, ricevendo il premio dall'attrice Sophia Loren, divenendo così la seconda partecipante proveniente dall'Umbria ad aggiudicarsi la kermesse: prima di lei, infatti, l'unica Miss Italia umbra era stata Raffaella De Carolis, eletta nel 1962.. 
È la prima Miss Italia a vincere il concorso avendo un vistoso tatuaggio sul fianco destro.
Il 25 dicembre 2010 e il 1º gennaio 2011 ha affiancato Milly Carlucci nel programma di Rai 1 sui cori intitolato 24mila voci. Nel 2012 prende parte alle riprese del film Il ragioniere della mafia, diretto da Federico Rizzo,  di cui è protagonista accanto a Lorenzo Flaherty, uscito nelle sale nell'ottobre 2013 ma completamente ignorato sia dal pubblico che dalla critica. Francesca nell'autunno 2013 prende anche parte come concorrente alla nona edizione del talent show di Rai 1 Ballando con le stelle, in coppia col ballerino Stefano Oradei, in cui arriva in finale e si classifica al terzo posto. Il 21 luglio 2015 torna in televisione nel ruolo di giudice ospite della settima puntata di Tacco 12!... Si nasce, in onda su La5.
Nel 2019 ritorna a Miss Italia come componente della giuria delle miss storiche.

## Televisione
- Miss Italia (Rai 1, 2010) - concorrente vincitrice
- 24mila voci (Rai 1, 2010-2011) - ospite fisso
- Ballando con le stelle 9 (Rai 1, 2013) - concorrente
- Miss Italia (Rai 1, 2019) - giurata

## Cinema
- Il ragioniere della mafia, regia di Federico Rizzo (2013)